# گله‌جار (چوار)
گله‌جار، روستایی از توابع شهرستان چوار در استان ایلام ایران است.

## جمعیت
این روستا در دهستان ارکوازی قرار دارد و براساس سرشماری مرکز آمار ایران در سال ۱۳۸۵، جمعیت آن ۳۰۱ نفر (۶۱خانوار) بوده‌است.